# Giuseppe Dezza
Giuseppe Dezza (né à Melegnano, le 23 février 1830, mort à Milan, le 14 mai 1898) est un général et un patriote italien. Il est sénateur de la XVIe législature du royaume d'Italie.

## Biographie
Volontaire dans le 1er bataillon des étudiants italiens au service du gouvernement provisoire de Lombardie en 1848, il participe activement aux campagnes de cette année-là.
En 1851, il reçoit son diplôme d'ingénieur civil et d'architecte à l'université de Pavie. Volontaire chez les Cacciatori delle Alpi en 1859, il devient sous-lieutenant et gagne à Côme la médaille d'argent de la valeur militaire. Il démissionne la même année, et s'engage volontairement en 1860 avec l'expédition des Mille et atteint en peu de temps le grade de colonel à la tête de la 1er Brigade de la 18e division et le mérite de la croix d'officier de l’ordre militaire de Savoie.
En 1862, dans l’armée italienne, il est à la tête du 29e régiment d'infanterie qu'il commande à Custoza en 1866 et où il obtient l'insigne de commandant de l’ordre militaire de Savoie.
En 1868, il devient major général et prend le commandement de la brigade Pisa. En 1872, il devient aide de camp du roi et en 1877, lieutenant général à la tête de la division Milano. En 1886, il commande le VIIe corps d'armée puis le XIIe, le VIe et enfin le IIIe.
En 1895, il est élu député de Codogno dans la XIIIe et la XIVe législature et le 26 janvier 1889, il est nommé sénateur. Il meurt en 1898. Son corps repose dans la chapelle familiale du cimetière de Melegnano.

## Récompenses et distinctions

### Distinctions italiennes
- Ordre des Saints-Maurice-et-Lazare
  - Chevalier le 27 septembre 1862
  - Officier le 31 décembre 1862
  - Commandant le 30 décembre 1872
  -  Grand officier le 16 juillet 1877
  - Grand cordon le 14 janvier 1892
- Ordre de la Couronne d'Italie
  - Chevalier officier le 1er mai 1868
  -  Commandeur de le 1er juin 1871
  - Grande officier le 2 mai 1875
  - Grand cordon le 21 décembre 1890
- Ordre militaire de Savoie
  - Officier le 12 juin 1861
  -  Commandeur le 6 décembre 1866

#### Distinctions italiennes diverses
- Médaille d'argent de la valeur militaire
- Médaille commémorative des 1000 de Marsala
- Médaille commémorative des campagnes des Guerres d'Indépendance
- Médaille d'honneur de l'Unité italienne

### Distinctions étrangères
- Grand officier de Mediydié (Empire ottoman)
- Grand-croix de la Couronne (Prusse)
- Grand-croix de l'ordre de Saint-Stanislas (Russie)
- Commandeur de l'ordre de Charles III d'Espagne (Espagne)
- Grand cordon de l'ordre de François Joseph (Autriche)
- Grand cordon de l'ordre de l'Aigle rouge (Allemagne)
- Grand officier de Notre Dame de la Concession (Portugal)
- Grand officier de l'ordre du Soleil et du Lion (Perse)

## Crédit d'auteurs
- (it) Cet article est partiellement ou en totalité issu de l’article de Wikipédia en italien intitulé « Giuseppe Dezza » (voir la liste des auteurs).